# Station Hoeilaart
Station Hoeilaart is een spoorweghalte langs spoorlijn 161 (Brussel - Namen) in de gemeente Hoeilaart. Dit station mag niet verward worden met het voormalige tramstation in de dorpskern van Hoeilaart.
Het station maakt deel uit van het Gewestelijk ExpresNet rond het Brusselse Gewest.

## Treindienst
| Serie | Treinsoort | Route                                                                                | Bijzonderheden |
| ----- | ---------- | ------------------------------------------------------------------------------------ | --- |
| S 8   | GEN (NMBS) | Zottegem – Brussel-Zuid – Brussel-Schuman – Hoeilaart – Ottignies – Louvain-la-Neuve | Rit naar Zottegem rijdt niet in het weekend. Een rit rijdt dagelijks tussen Brussel-Zuid - Ottignies. Een rit rijdt dagelijks tussen Ottignies - Louvain-la-Neuve. |

## Galerij

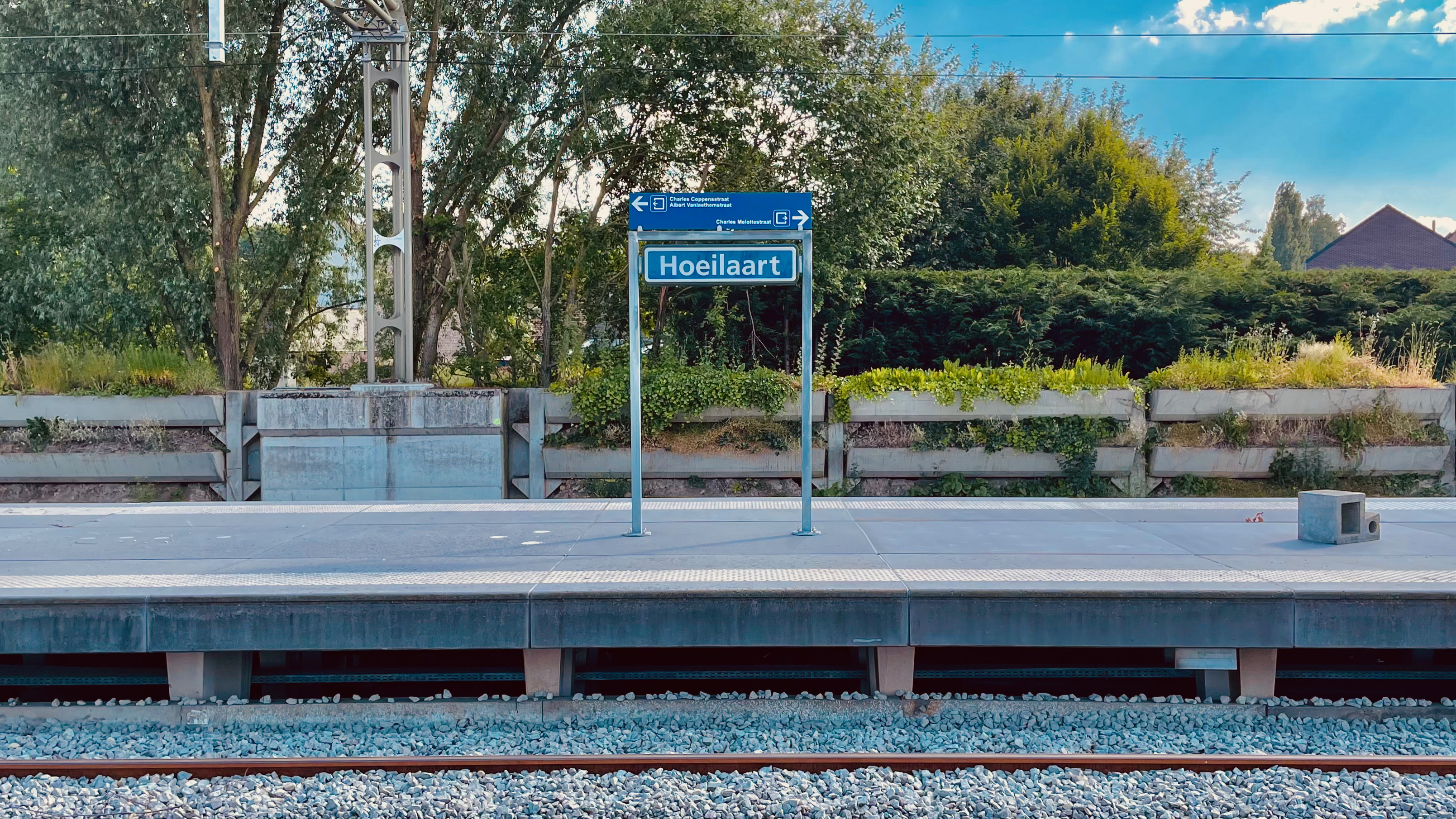
Naambord
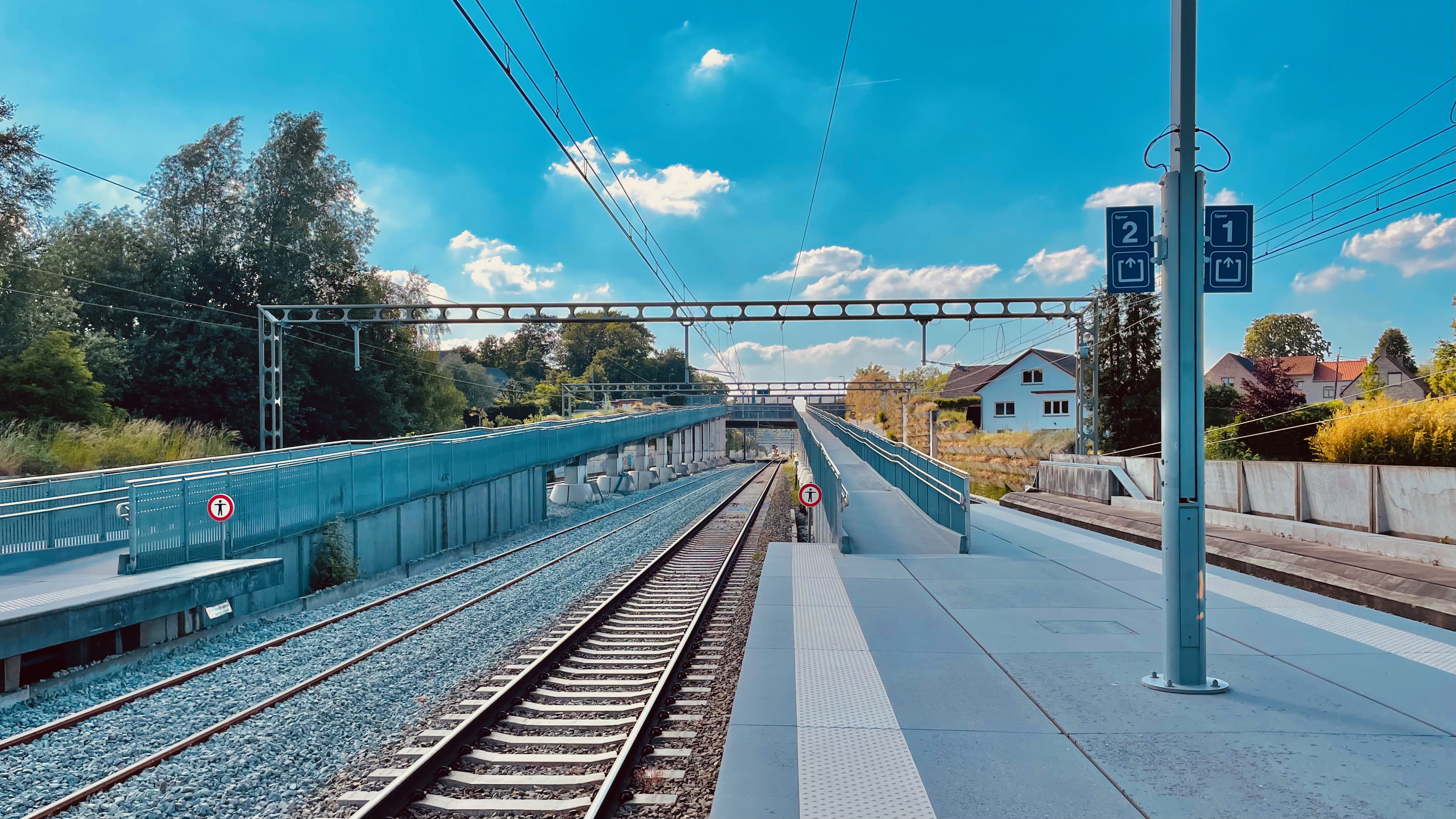
Toegang tot het perron

## Reizigerstellingen
De grafiek en tabel geven het gemiddeld aantal instappende reizigers weer op een week-, zater- en zondag.
| Tabel: aantal instappende reizigers station Hoeilaart | Tabel: aantal instappende reizigers station Hoeilaart | Tabel: aantal instappende reizigers station Hoeilaart | Tabel: aantal instappende reizigers station Hoeilaart |
|                                                       | Weekdag                                               | Zaterdag                                              | Zondag                                                |
| ----------------------------------------------------- | ----------------------------------------------------- | ----------------------------------------------------- | ----------------------------------------------------- |
| 1977                                                  | 241                                                   | 10                                                    | 3                                                     |
| 1978                                                  | 180                                                   | 20                                                    | 26                                                    |
| 1979                                                  | 194                                                   | 47                                                    | 53                                                    |
| 1980                                                  | 246                                                   | 93                                                    | 37                                                    |
| 1981                                                  | 201                                                   | 42                                                    | 99                                                    |
| 1982                                                  | 232                                                   | 49                                                    | 46                                                    |
| 1983                                                  | 160                                                   | 30                                                    | 21                                                    |
| 1984                                                  | 189                                                   | 44                                                    | 40                                                    |
| 1985                                                  | 192                                                   | 51                                                    | 64                                                    |
| 1986                                                  | 153                                                   | 53                                                    | 33                                                    |
| 1987                                                  | 145                                                   | 17                                                    | 37                                                    |
| 1988                                                  | 129                                                   | 62                                                    | 42                                                    |
| 1989                                                  | 113                                                   | 43                                                    | 36                                                    |
| 1990                                                  | 193                                                   | 35                                                    | 42                                                    |
| 1991                                                  | 135                                                   | 53                                                    | 28                                                    |
| 1992                                                  | 220                                                   | 57                                                    | 53                                                    |
| 1993                                                  | 201                                                   | 65                                                    | 66                                                    |
| 1994                                                  | 195                                                   | 76                                                    | 95                                                    |
| 1995                                                  | 176                                                   | 71                                                    | 43                                                    |
| 1996                                                  | 132                                                   | 75                                                    | 32                                                    |
| 1997                                                  | 182                                                   | 81                                                    | 42                                                    |
| 1998                                                  | 145                                                   | 62                                                    | 51                                                    |
| 1999                                                  | 160                                                   | 50                                                    | 35                                                    |
| 2000                                                  | 143                                                   | 52                                                    | 52                                                    |
| 2001                                                  | 212                                                   | 50                                                    | 48                                                    |
| 2002                                                  | 153                                                   | 62                                                    | 29                                                    |
| 2003                                                  | 131                                                   | 76                                                    | 29                                                    |
| 2004                                                  | 160                                                   | 74                                                    | 58                                                    |
| 2005                                                  | 178                                                   | 68                                                    | 50                                                    |
| 2006                                                  | 146                                                   | 58                                                    | 43                                                    |
| 2007                                                  | 181                                                   | 56                                                    | 43                                                    |
| 2008                                                  | -                                                     | -                                                     | -                                                     |
| 2009                                                  | 144                                                   | 59                                                    | 58                                                    |
| 2010                                                  | -                                                     | -                                                     | -                                                     |
| 2011                                                  | -                                                     | -                                                     | -                                                     |
| 2012                                                  | 155                                                   | 90                                                    | 76                                                    |
| 2013                                                  | 155                                                   | 50                                                    | 63                                                    |
| 2014                                                  | 160                                                   | 55                                                    | 71                                                    |
| 2015                                                  | 265                                                   | 90                                                    | 81                                                    |
| 2016                                                  | 261                                                   | 57                                                    | 42                                                    |
| 2017                                                  | 355                                                   | 104                                                   | 53                                                    |
| 2018                                                  | 258                                                   | 107                                                   | 107                                                   |
| 2019                                                  | 234                                                   | 116                                                   | 113                                                   |
| 2020                                                  | 160                                                   | 88                                                    | 74                                                    |
| 2021                                                  | -                                                     | -                                                     | -                                                     |
| 2022                                                  | 292                                                   | 152                                                   | 157                                                   |
| 2023                                                  | 299                                                   | 172                                                   | 112                                                   |
| 2024                                                  | 350                                                   | 206                                                   | 148                                                   |

0,0: Schaarbeek ·
3,5: Koninklijke-Sint-Mariastraat ·
4,4: Rogierstraat ·
5,1: Leuvensesteenweg ·
5,8: Brussel-Schuman ·
6,1: Wetstraat ·
7,0: Brussel-Luxemburg ·
8,0: Mouterij ·
8,9: Etterbeek ·
10,1: Watermaal ·
12,0: Bosvoorde ·
13,9: Zoniënwoud ·
17,0: Groenendaal ·
18,9: Hoeilaart ·
20,0: Bakenbos ·
22,0: Terhulpen ·
23,2: Genval ·
25,2: Rixensart ·
27,7: Profondsart ·
29,0: Le Buston ·
30,0: Ottignies ·
36,0: Mont-Saint-Guibert ·
38,0: Blanmont ·
40,0: Chastre ·
41,9: Ernage ·
45,0: Gembloers ·
47,6: Lonzée ·
50,9: Beuzet ·
53,0: Saint-Denis-Bovesse ·
56,0: Rhisnes ·
62,0: Namen